# Anónimos
Masked and Anonymous es una coproducción británico-estadounidense de 2003, dirigida por Larry Charles. Protagonizada por Jeff Bridges, John Goodman, Bob Dylan y Penélope Cruz en los papeles principales.
En Estados Unidos fue estrenada el 25 de julio de 2003 y en España fue estrenada el 5 de marzo de 2004.
Fue escrita junto al músico estadounidense Bob Dylan. La película ha dividido a espectadores y críticos en torno a sus méritos y a su significado, siendo laureada y criticada desde su publicación.

## Sinopsis[2]
Mientras una gran guerra civil ocurre en una América ficticia, se intenta conseguir un poco de paz mediante un concierto benéfico. Jack Fate (Bob Dylan), un icono de la música rock, consigue participar en el concierto tras haber salido de la cárcel recientemente gracias a quien fue su mánager (John Goodman).

## Comentarios
La película toca varios temas relacionados con la inutilidad de la política, la confusión en torno a conspiraciones gubernamentales, y el caos creado tanto por la anarquía como por el totalitarismo ya expresado en la novela 1984 de George Orwell. Asimismo, reflexiona sobre la vida, los sueños y el lugar de Dios en un mundo cada vez más caótico.
En algunos aspectos, la película tiene una alta carga política: el filme describe la visión de Fate del mundo político, con gente luchando sin razón, con una Nación sin esperanza y gobiernos en los que no se puede confiar, aunque al mismo tiempo Fate deja claro que él "fue siempre un cantante y quizás nada más que eso". El protagonista no muestra en ningún momento soluciones a ninguno de los problemas que el filme presenta; más bien, deja claro que "dejó de intentar figurárselos mucho tiempo atrás".
El largometraje fue rodado en veinte días y fue financiado por la BBC. Fue distribuido en Estados Unidos por Sony Pictures Classics, conocido distribuidor de producciones independientes. La banda sonora está compuesta en su mayor parte por versiones de canciones de Bob Dylan desde el comienzo de su carrera musical, hasta la publicación de su álbum de 1997 Time Out of Mind. Entre los artistas que participan en la banda sonora figuran Los Lobos, Sertab Erener, Grateful Dead y Jerry García.
Muchos de los actores de la película trabajaron a "escala" para tener la oportunidad de aparecer junto a Dylan, incluyendo a Jeff Bridges, John Goodman, Bruce Dern, Jessica Lange, Penélope Cruz, Luke Wilson, Cheech Marin, Ed Harris, Chris Penn, Giovanni Ribisi, Christian Slater, Mickey Rourke, Angela Bassett, Steven Bauer, Val Kilmer, Susan Tyrrell, Fred Ward y Robert Wisdom.
De forma adicional a los actores arriba citados, los músicos que conforman la banda actual de Dylan participaron en la película.
La película presenta música de toda la carrera artística de Dylan, si bien su más reciente trabajo de estudio, Time Out of Mind, recibe un considerable trato de privilegio, con temas como "Dirt Road Blues" y "Not Dark Yet" utilizados como música de fondo en distintas escenas. De forma adicional, una actuación en directo de "Standing in the Doorway" fue cortada de la edición de la película, aunque sería publicada como tema extra en la edición en DVD.

## Canciones inéditas
De 1999 a 2002, la banda de Dylan se unió al veterano guitarrista Charlie Sexton. Con una unidad establecida, la nueva configuración de la banda fue laureada como la mejor formación de Dylan desde 1974, cuando tocó junto a The Band. Además de Sexton y del guitarrista Larry Campbell, el grupo se complementaba con el bajista Tony Garnier y dos baterías: David Kemper, quien abandonaría la banda en 2001, y George Receli, sustituto del primero. Dylan comenzaría a escribir Masked and Anonymous poco antes de la llegada de Receli.
Masked & Anonymous marca la primera y única publicación en directo de material procedente de esta formación. Según el director Larry Charles, que grabó una entrevista para la edición del filme en DVD, se grabaron más de veinte canciones para la película, llegando a comentar que Charles Sexton era capaz de tocar cualquier tema que Dylan pidiera.
En su mayor parte, las canciones fueron registradas en los Ray-Art Studios de Canoga Park, California, el 18 de julio de 2002. Aunque todos fueron presuntamente filmados, solo un puñado serían utilizados.
Las siguientes canciones aparecieron en la película, con versiones no editadas incluidas en la banda sonora: "Down In The Flood" (procedente de The Basement Tapes), "Dixie" (tradicional), "Diamond Joe" (tradicional) y " Cold Irons Bound "(de Time Out of Mind).
Las siguientes canciones fueron usadas en la película pero nunca publicadas en CD: "Drifter's Escape" (de John Wesley Harding), "I'll Remember You" (de Empire Burlesque), "Blowin' in the Wind" (de The Freewheelin' Bob Dylan), "Watching The River Flow" (de 1971, publicada como sencillo), "Dirt Road Blues" (de Time Out of Mind) y "Amazing Grace" (tradicional). De todas las canciones, solo "I'll Remember You" fue incluida sin editar en la película.
Larry Charles menciona "All Along the Watchtower", canción del álbum John Wesley Harding, durante su entrevista en el DVD, si bien ninguna porción del tema ha sido publicada.
Tal y como se ha mencionado, una nueva grabación de "Blowin' in the Wind" fue usada en el largometraje. A diferencia de otras grabaciones, el tema fue grabado en directo en el Santa Cruz Civic Auditorium de Santa Cruz, California, el 16 de marzo de 2000. El tema fue publicado como edición limitada en un sencillo de forma exclusiva en el Reino Unido junto a The Best Of Bob Dylan Vol. 2.

## Premios y Reviews
La película, desde su estreno, tuvo opiniones muy dispares. Hay donde sitúan a la película a un nivel muy bajo, como Metascore con un 32 de puntuación y  Rotten Tomatoes con un 24 de puntuación, Y otros lugares la sitúan como una buena película, como Andrew Motion que le hizo un ensayo muy positivo.
Hubo también mucha convergencia de opiniones respecto a la actuación de Bob Dylan en esta película. Hay quien cree que fue una gran intrusión del músico en el mundo del cine, y quien opina todo lo contrario, como Dana Stevens en su review en el New York Times.
En cuanto a premios, no recibió ninguno. Y tampoco es recordada como una película que tiene que ver todo el mundo, tampoco consiguió el premio de la audiencia.

## Casting[7][8]
- Bob Dylan como Jack Fate
- Jeff Bridges como el amigo de Tom
- Penélope Cruz como Pagan Lace
- Jonn Goodman como el tio Sweetheart
- Jessica Lange como Nina Veronica
- Luke Wilson como Bobby Cupid
- Angela Bassett como la amante
- Steven Bauer como Edgar
- Michael Paul Chan como el guardia
- Bruce Dern como el periodista
- Ed Harris como Oscar Vogel
- Val Kilmer como Animal Wrangler
- Cheech Marin como el caminante
- Christian Slater como miembro de la banda#1
- Giovanni Ribisi como el soldado
- Mickey Rourke como Edmund
- Richard C. Sarafian como el presidente
- Chris Penn como miembro de la banda #2
- Fred Ward como el borracho
- Robert Wisdom como Lucius